# Bruant de Somalie
Emberiza poliopleura
Espèce
Statut de conservation UICN

 LC  : Préoccupation mineure
Le Bruant de Somalie (Emberiza poliopleura ;  Fringillaria poliopleura son protonyme) est une espèce de passereaux de la famille des emberizidés.

## Répartition
Cette espèce vit principalement dans la corne de l'Afrique, de l'Éthiopie et de la Somalie jusqu'au nord de la Tanzanie.